# 村野忠正
村野 忠正（むらの ただまさ、1981年8月10日 - ）は、日本の元子役。東京都出身。

## 来歴・人物
- 1980年代後半〜90年代半ば頃にかけて子役として活躍した。
- 血液型はO型。

## 出演作品
テレビドラマ
- 高速戦隊ターボレンジャー 第36話（ANB, 1989年11月3日）- 少年 役
- 世にも奇妙な物語 第1シリーズ 第2回『闇の精霊たち』（CX, 1990年5月3日）
- 人形佐七捕物帳　佐七一番手柄（TX, 1990年9月25日）
- 女相撲（TBS, 1991年10月7日）
- 恐竜戦隊ジュウレンジャー 第16話（ANB, 1992年6月12日）- イサム 役
- 地方記者・立花陽介(1) 伊豆下田通信局（NTV, 1993年5月25日）

映画
- 母（監督: 松山善三, 1988年4月29日公開）[2]
- 耳をすませば（スタジオジブリ制作, 1995年7月15日公開）[3]　※声優としての出演